# Lijst van voetbalinterlands Benin - Equatoriaal-Guinea
Deze lijst van voetbalinterlands is een overzicht van alle officiële voetbalwedstrijden tussen de nationale teams van Benin en Equatoriaal-Guinea. De Afrikaanse landen speelden tot op heden vier keer tegen elkaar. De eerste ontmoeting was een vriendschappelijke wedstrijd op 26 februari 2006 in Cotonou. Het laatste duel, een kwalificatiewedstrijd voor de Afrika Cup 2017, werd gespeeld in Cotonou op 12 juni 2016.

## Wedstrijden
| № | Plaats  | Datum            | Competitie                   | Wedstrijd                  | Uitslag |
| - | ------- | ---------------- | ---------------------------- | -------------------------- | ------- |
| 1 | Cotonou | 26 februari 2006 | Vriendschappelijk            | Benin − Equatoriaal-Guinea | 0 − 1   |
| 2 | Bata    | 29 maart 2006    | Vriendschappelijk            | Equatoriaal-Guinea − Benin | 2 − 0   |
| 3 | Bata    | 14 juni 2015     | Afrika Cup 2017 kwalificatie | Equatoriaal-Guinea − Benin | 1 − 1   |
| 4 | Cotonou | 12 juni 2016     | Afrika Cup 2017 kwalificatie | Benin − Equatoriaal-Guinea | 2 − 1   |

## Samenvatting
| Competitie              | Totaal gespeeld | Winst Benin | Gelijk | Winst Equat.-Guinea | Doelsaldo Benin – Equat.-Guinea |
| ----------------------- | --------------- | ----------- | ------ | ------------------- | ------------------------------- |
| Afrika Cup-kwalificatie | 2               | 1           | 1      | 0                   | 3 − 2                           |
| Vriendschappelijk       | 2               | 0           | 0      | 2                   | 0 − 3                           |
| Totaal                  | 4               | 1           | 1      | 2                   | 3 − 5                           |

Wedstrijden bepaald door strafschoppen worden, in lijn met de FIFA, als een gelijkspel gerekend.